# レオ・シュラッテンホルツ
レオ・シュラッテンホルツ（Leo Schrattenholz, 1872年8月24日 - 1955年4月11日）はドイツの作曲家、チェロ奏者、音楽教育家。

## 生涯
ピアニストのマックス・シュラッテンホルツの息子に生まれ、1879年から1884年まで父親が音楽教師をしていたエアフルトの実業学校に通った。彼は幼少のころから弟のエルンスト・シュラッテンホルツと共に舞台に立っていた。1883年のユトレヒトでのコンサートや、1885年頃ブリクストン音楽協会でのコンサートの記録がある。ベートーヴェン、モーツァルトそしてショパンを弾いていた。レオ・シュラッテンホルツは特にショパンのチェロ作品の演奏が卓越していた。弟のエルンストはヴァイオリンを弾いた。1年後に彼は再びロンドンの水晶宮コンサートの指揮者が開いた慈善公演で、ロンバーグのチェロコンチェルトを弾いて話題になった。1888年の『Musical world』誌第215号は、二人の息子と父親によるロンドンのスタインウェイ・ホールでのコンサートについて記している。彼は1891年から1893年までベルリンの王立音楽学校に通い、その後1895年までマックス・ブルッフが指導するベルリン・アカデミー作曲学校で学んだ。後にマックス・ブルッフとは親密な関係を築いた。1896年まで彼はベルリンのシュテルン音楽院で教え、続いてハンブルクに新しく設立されたオーケストラに地位を得た。1898年に彼は作曲家のためのフェリックス・メンデルスゾーン奨学金を受けた。1906年から1935年まではベルリン高等音楽院で音楽理論を教えた。彼の弟子には、例えば日本人作曲家諸井三郎、音楽学者クルト・ザックス、軍楽隊長で指揮者、作曲家のハンス・フェリックス・ウサデル、作曲家のア－ヴィン・バッハ 、ピアニストのジークフリート・シュルツェ、合唱指揮者、チェロ奏者、チェロ教師そして装丁家のエーリッヒ・ホランダー、指揮者、作曲家のエーリヒ・リーデ、作曲家、指揮者そして音楽評論家のカレル・メンゲルベルク、更に指揮者で作曲家のゲルハルト・ショルツ=ローテがいた。
彼はチェロ奏者そしてピアニストとして活躍し、交響楽団の指揮者としても成功を収めた。シュラッテンホルツは室内楽曲と共に多くの歌曲を作曲した（例えば、ヘートヴィヒ・フォン・オルフェルスの5つの詩による歌曲や、トスカーナ地方の民謡による歌曲集）。そのほか、彼はマックス・ブルッフ、ヨハネス・ブラームス、そしてアントン・ドヴォルジャークの演奏にも参加した。

## 作品
- Romance for violin and piano, London: C. Woolhouse, 1892年
- Clavierstücke, Op.4, 1894年
- 4 Lieder Ries & Erler, Op.5, 1895年
- 6 Lieder, Op.12, Bonn: N. Simrock, 1898年
- Romanzero. 4 Stücke für Pianoforte und Violoncell, Op. 14, Breitkopf, 1897年
- Meine Göttin. Ode v. Goethe f. Bar.-Solo, Männerchor u. Orchester, Op.20., Simrock, 1898年
- Drei Männerchöre, Op. 23, 1900年
- 3 leichte Vortragsstücke für Pianoforte und Violoncell, Simrock 1900年
- Streichquartett, h-Moll, Op. 28, Bonn: N. Simrock, 1902年
- Cellosonate, a-Moll, Op. 35, Bonn: N. Simrock, 1904年
- Zwei Sonaten für Pianoforte und Violine, Op. 37, Simrock, 1905年
- Aus der Volksseele Reihe toscanischer Volkslieder ; für Mezzo-Sopran mit Begl. d. Pianoforte, Op. 38, 1905年
- Fünf Gedichte von Hedwig von Olfers ; für e. Singst. mit Begl. d. Pianoforte, Op. 39, 1907年
- Violin Concerto in C minor, 1918年
- Tanzvisionen, für Violine mit Klavier, 1929年
- Kleine Klavierstücke, Stahl, 1929年